# Mistrovství světa silničních motocyklů 2008
Mistrovství světa silničních motocyklů v roce 2008 zahájila Velká cena Kataru, která se stala prvním nočním závodem za umělého osvětlení v dějinách Mistrovství světa silničních motocyklů.

## Mistři světa
| MotoGP                   | 250 cm³                   | 125 cm³                |
| Valentino Rossi (Yamaha) | Marco Simoncelli (Gilera) | Mike di Meglio (Derbi) |

## Kalendář
| Závod | Datum        | Grand Prix     | Okruh          | Vítěz 125cc        | Vítěz 250cc        | Vítěz MotoGP    | Detail   |
| ----- | ------------ | -------------- | -------------- | ------------------ | ------------------ | --------------- | -------- |
| 1     | 9. březen    | Katar          | Losail         | Sergio Gadea       | Mattia Pasini      | Casey Stoner    | Výsledky |
| 2     | 30. březen   | Španělsko      | Jerez          | Simone Corsi       | Mika Kallio        | Dani Pedrosa    | Výsledky |
| 3     | 13. duben    | Portugalsko    | Estoril        | Simone Corsi       | Alvaro Bautista    | Jorge Lorenzo   | Výsledky |
| 4     | 4. květen    | Čína           | Shanghai       | Andrea Iannone     | Mika Kallio        | Valentino Rossi | Výsledky |
| 5     | 18. květen   | Francie        | Le Mans        | Mike Di Meglio     | Alex Debon         | Valentino Rossi | Výsledky |
| 6     | 1. červen    | Itálie         | Mugello        | Simone Corsi       | Marco Simoncelli   | Valentino Rossi | Výsledky |
| 7     | 8. červen    | Katalánsko     | Catalunya      | Mike Di Meglio     | Marco Simoncelli   | Dani Pedrosa    | Výsledky |
| 8     | 22. červen   | Velká Británie | Donington      | Scott Redding      | Mika Kallio        | Casey Stoner    | Výsledky |
| 9     | 28. červen   | Nizozemsko     | Assen          | Gábor Talmácsi     | Alvaro Bautista    | Casey Stoner    | Výsledky |
| 10    | 13. červenec | Německo        | Sachsenring    | Mike Di Meglio     | Marco Simoncelli   | Casey Stoner    | Výsledky |
| 11    | 20. červenec | USA            | Laguna Seca    | Pouze MotoGP závod | Pouze MotoGP závod | Valentino Rossi | Výsledky |
| 12    | 17. srpen    | Česko          | Brno           | Stefan Bradl       | Alex Debon         | Valentino Rossi | Výsledky |
| 13    | 31. srpen    | San Marino     | Misano         | Gábor Talmácsi     | Alvaro Bautista    | Valentino Rossi | Výsledky |
| 14    | 14. září     | Indianapolis   | Indianapolis   | Nicolas Terol      | ZÁVOD ZRUŠEN       | Valentino Rossi | Výsledky |
| 15    | 28. září     | Japonsko       | Motegi         | Stefan Bradl       | Marco Simoncelli   | Valentino Rossi | Výsledky |
| 16    | 5. říjen     | Austrálie      | Phillip Island | Mike Di Meglio     | Marco Simoncelli   | Casey Stoner    | Výsledky |
| 17    | 19. říjen    | Malajsie       | Sepang         | Gábor Talmácsi     | Alvaro Bautista    | Valentino Rossi | Výsledky |
| 18    | 26. říjen    | Valencie       | Valencia       | Simone Corsi       | Marco Simoncelli   | Casey Stoner    | Výsledky |

## Složení týmů

### MotoGP
| Tým                     | Konstruktér | Motocykl               | Pneu     | č. | Jezdec           |
| ----------------------- | ----------- | ---------------------- | -------- | -- | ---------------- |
| Ducati Marlboro Team    | Ducati      | Ducati Desmosedici GP8 | B        | 1  | Casey Stoner     |
| Ducati Marlboro Team    | Ducati      | Ducati Desmosedici GP8 | B        | 33 | Marco Melandri   |
| Repsol Honda Team       | Honda       | Honda RC212V           | Michelin | 2  | Dani Pedrosa     |
| Repsol Honda Team       | Honda       | Honda RC212V           | Michelin | 69 | Nicky Hayden     |
| Repsol Honda Team       | Honda       | Honda RC212V           | Michelin | 8  | Tadajuki Okada   |
| Fiat Yamaha Team        | Yamaha      | Yamaha YZR-M1          | B        | 46 | Valentino Rossi  |
| Fiat Yamaha Team        | Yamaha      | Yamaha YZR-M1          | Michelin | 48 | Jorge Lorenzo    |
| Tech 3 Yamaha           | Yamaha      | Yamaha YZR-M1          | Michelin | 5  | Colin Edwards    |
| Tech 3 Yamaha           | Yamaha      | Yamaha YZR-M1          | Michelin | 52 | James Toseland   |
| Rizla Suzuki MotoGP     | Suzuki      | Suzuki GSV-R           | B        | 7  | Chris Vermeulen  |
| Rizla Suzuki MotoGP     | Suzuki      | Suzuki GSV-R           | B        | 65 | Loris Capirossi  |
| Rizla Suzuki MotoGP     | Suzuki      | Suzuki GSV-R           | B        | 11 | Ben Spies        |
| San Carlo Honda Gresini | Honda       | Honda RC212V           | B        | 15 | Alex de Angelis  |
| San Carlo Honda Gresini | Honda       | Honda RC212V           | B        | 56 | Shinya Nakano    |
| JiR Team Scot Honda     | Honda       | Honda RC212V           | Michelin | 4  | Andrea Dovizioso |
| Alice Team              | Ducati      | Ducati Desmosedici GP9 | B        | 24 | Toni Elias       |
| Alice Team              | Ducati      | Ducati Desmosedici GP9 | B        | 50 | Sylvain Guintoli |
| Kawasaki Racing Team    | Kawasaki    | Kawasaki Ninja ZX-RR   | B        | 13 | Anthony West     |
| Kawasaki Racing Team    | Kawasaki    | Kawasaki Ninja ZX-RR   | B        | 21 | John Hopkins     |
| Kawasaki Racing Team    | Kawasaki    | Kawasaki Ninja ZX-RR   | B        | 12 | Jamie Hacking    |
| LCR Honda MotoGP Team   | Honda       | Honda RC212V           | Michelin | 14 | Randy de Puniet  |

| Klíč                    | Klíč |
| ----------------------- | ---- |
| Pravidelný jezdec       |      |
| Jezdec na divokou kartu |      |
| Náhradní jezdec         |      |

### 250cc
| č. | Jezdec              | Tým                            | Motocykl | Pneu. |
| -- | ------------------- | ------------------------------ | -------- | ----- |
| 4  | Hiroši Aojama       | Red Bull KTM 250               | KTM      | D     |
| 6  | Alex Debón          | Lotus Aprilia                  | Aprilia  | D     |
| 7  | Russell Gómez       | Blusens Aprilia                | Aprilia  | D     |
| 10 | Imre Tóth           | Team Toth Aprilia              | Aprilia  | D     |
| 12 | Thomas Lüthi        | Emmi – Caffe Latte             | Aprilia  | D     |
| 14 | Ratthapark Wilairot | Thai Honda PTT SAG             | Honda    | D     |
| 15 | Roberto Locatelli   | Metis Gilera                   | Gilera   | D     |
| 17 | Karel Abraham       | Cardion AB Motoracing          | Aprilia  | D     |
| 19 | Álvaro Bautista     | Mapfre Aspar Team              | Aprilia  | D     |
| 21 | Héctor Barberá      | Team Toth Aprilia              | Aprilia  | D     |
| 25 | Alex Baldolini      | Matteoni Racing                | Aprilia  | D     |
| 32 | Fabrizio Lai        | Campetella Racing              | Gilera   | D     |
| 36 | Mika Kallio         | Red Bull KTM 250               | KTM      | D     |
| 41 | Aleix Espargaró     | Lotus Aprilia                  | Aprilia  | D     |
| 43 | Manuel Hernández    | Blusens Aprilia                | Aprilia  | D     |
| 45 | Doni Tata Pradita   | Yamaha Pertamina Indonesia     | Yamaha   | D     |
| 50 | Eugene Laverty      | Blusens Aprilia                | Aprilia] | D     |
| 52 | Lukáš Pešek         | Auto Kelly CP                  | Aprilia  | D     |
| 54 | Manuel Poggiali     | Campetella Racing              | Gilera   | D     |
| 55 | Hector Faubel       | Mapfre Aspar Team              | Aprilia  | D     |
| 58 | Marco Simoncelli    | Metis Gilera                   | Gilera   | D     |
| 60 | Julián Simón        | Repsol KTM 250cc               | KTM      | D     |
| 63 | Toby Markham        | BM Groundworks                 | Yamaha   | D     |
| 64 | Frederik Watz       | Jaap Kingma Racing             | Aprilia  | D     |
| 72 | Juki Takahaši       | JiR Team Scot 250cc            | Honda    | D     |
| 75 | Mattia Pasini       | Polaris World                  | Aprilia  | D     |
| 89 | Ho Wan Chow         | Zongshen Team of China         | Aprilia  | D     |
| 90 | Federico Sandi      | Zongshen Team of China         | Aprilia  | D     |
| 91 | Sérgio Batista      | Paddock Competições            | Honda    | D     |
| 92 | Daniel Arcas        | Team Honda Merson              | Honda    | D     |
| 93 | Alen Györfi         | Motorcycle Competition Service | Honda    | D     |
| 94 | Toni Wirsing        | Racing Team Germany            | Honda    | D     |

| Key                     | Key |
| ----------------------- | --- |
| Stálý jezdec            |     |
| Jezdec na divokou kartu |     |
| Náhradní jezdec         |     |

### 125cc
| č. | Jezdec                | Tým                               | Motocykl | Pneu. |
| -- | --------------------- | --------------------------------- | -------- | ----- |
| 1  | Gábor Talmácsi        | Bancaja Aspar Team                | Aprilia  | D     |
| 5  | Alexis Masbou         | Loncin Racing                     | Loncin   | D     |
| 6  | Joan Olivé            | Belson Derbi                      | Derbi    | D     |
| 7  | Efrén Vázquez         | Blusens Aprilia Junior            | Aprilia  | D     |
| 8  | Lorenzo Zanetti       | ISPA KTM Aran                     | KTM      | D     |
| 11 | Sandro Cortese        | Emmi – Caffe Latte                | Aprilia  | D     |
| 12 | Esteve Rabat          | Repsol KTM 125                    | KTM      | D     |
| 13 | Dino Lombardi         | Blusens Aprilia Junior            | Aprilia  | D     |
| 14 | Axel Pons             | Jack & Jones WRB                  | Aprilia  | D     |
| 16 | Jules Cluzel          | Loncin Racing                     | Loncin   | D     |
| 17 | Stefan Bradl          | Grizzly Gas Kiefer Racing         | Aprilia  | D     |
| 18 | Nicolás Terol         | Jack & Jones WRB                  | Aprilia  | D     |
| 19 | Roberto Lacalendola   | Matteoni Racing                   | Aprilia  | D     |
| 21 | Robin Lässer          | Grizzly Gas Kiefer Racing         | Aprilia  | D     |
| 22 | Pablo Nieto           | Onde 2000 KTM                     | KTM      | D     |
| 24 | Simone Corsi          | Jack & Jones WRB                  | Aprilia  | D     |
| 27 | Stefano Bianco        | S3+ WTR San Marino Team           | Aprilia  | D     |
| 29 | Andrea Iannone        | I.C. Team                         | Aprilia  | D     |
| 30 | Pere Tutusaus         | Bancaja Aspar Team                | Aprilia  | D     |
| 31 | Jordi Dalmau          | SAG Castrol                       | Honda    | D     |
| 33 | Sergio Gadea          | Bancaja Aspar Team                | Aprilia  | D     |
| 34 | Randy Krummenacher    | Red Bull KTM 125                  | KTM      | D     |
| 35 | Raffaele de Rosa      | Onde 2000 KTM                     | KTM      | D     |
| 36 | Cyril Carrillo        | FFM Honda GP 125                  | Honda    | D     |
| 37 | Karel Pešek           | Czech Road Racing JNR.            | Aprilia  | D     |
| 38 | Bradley Smith         | Polaris World                     | Aprilia  | D     |
| 39 | Ferruccio Lamborghini | Junior GP Racing Dream            | Aprilia  | D     |
| 40 | Lorenzo Savadori      | RCGM                              | Aprilia  | D     |
| 41 | Tobias Siegert        | ADAC Nordbayern e.V.              | Aprilia  | D     |
| 42 | Luca Vitali           | RCGM                              | Aprilia  | D     |
| 43 | Gabriele Ferro        | Metasystem RS                     | Honda    | D     |
| 44 | Pol Espargaró         | Belson Derbi                      | Derbi    | D     |
| 45 | Scott Redding         | Blusens Aprilia Junior            | Aprilia  | D     |
| 47 | Riccardo Moretti      | CRP Racing                        | Honda    | D     |
| 48 | Bastien Chesaux       | S3+ WTR San Marino Team           | Aprilia  | D     |
| 51 | Stevie Bonsey         | Degraaf Grand Prix                | Aprilia  | D     |
| 52 | Steven Le Coquen      | Villiers Team Competition         | Honda    | D     |
| 53 | Valentin Debise       | Racing Motoclub Circuit D'Albi    | KTM      | D     |
| 55 | Hugo Van Den Berg     | Degraaf Grand Prix                | Aprilia  | D     |
| 60 | Michael Ranseder      | I.C. Team                         | Aprilia  | D     |
| 61 | Gioele Pellino        | Loncin Racing                     | Loncin   | D     |
| 63 | Mike Di Meglio        | Ajo Motorsport                    | Derbi    | D     |
| 64 | Matthew Hoyle         | SP 125 Racing/Mackrory Demolition | Honda    | D     |
| 65 | Luke Hinton           | Buildbase/Knotts                  | Honda    | D     |
| 66 | Connor Behan          | Connor Behan Racing               | Honda    | D     |
| 67 | Lee Costello          | Vent-Axia                         | Honda    | D     |
| 68 | Paul Jordan           | KRP                               | Honda    | D     |
| 69 | Louis Rossi           | FFM Honda GP 125                  | Honda    | D     |
| 71 | Tomojoši Kojama       | ISPA KTM Aran                     | KTM      | D     |
| 72 | Marco Ravaioli        | Matteoni Racing                   | Aprilia  | D     |
| 73 | Takaaki Nakagami      | I.C. Team                         | Aprilia  | D     |
| 75 | Ricard Cardús         | Andalucía Derbi                   | Derbi    | D     |
| 76 | Iván Maestro          | Alpo Atlético de Madrid           | Honda    | D     |
| 76 | Iván Maestro          | Hune Matteoni                     | Aprilia  | D     |
| 77 | Dominique Aegerter    | Ajo Motorsport                    | Derbi    | D     |
| 78 | Daniel Sáez           | Gaviota Prosolia Racing           | Aprilia  | D     |
| 79 | Alberto Moncayo       | Andalucía Derbi                   | Derbi    | D     |
| 80 | Joey Litjens          | Abbink Bos Racing                 | Seel     | D     |
| 81 | Jasper Iwema          | Abbink Bos Racing                 | Seel     | D     |
| 82 | Michael van der Mark  | Dutch Racing Team                 | Honda    | D     |
| 83 | Jerry van de Bunt     | Degraaf Grand Prix                | Aprilia  | D     |
| 84 | Robert Gull           | Ajo Motorsports Jnr. Project      | Derbi    | D     |
| 85 | Marvin Fritz          | Kiefer Bos Sotin Jnr. Team        | Seel     | D     |
| 86 | Eric Hübsch           | Team Sachsenring                  | Aprilia  | D     |
| 87 | Marcel Schrötter      | Toni Mang Team                    | Honda    | D     |
| 88 | Sebastian Kreuziger   | RZT-Racing                        | Honda    | D     |
| 89 | Ernst Dubbink         | RV Racing Team                    | Honda    | D     |
| 93 | Marc Márquez          | Repsol KTM 125cc                  | KTM      | D     |
| 95 | Robert Mureşan        | Grizzly Gas Kiefer Racing         | Aprilia  | D     |
| 99 | Danny Webb            | Degraaf Grand Prix                | Aprilia  | D     |

| Key                     | Key |
| ----------------------- | --- |
| Stálý jezdec            |     |
| Jezdec na divokou kartu |     |
| Náhradní jezdec         |     |